# متمم بیست و ششم قانون اساسی ایالات متحده آمریکا

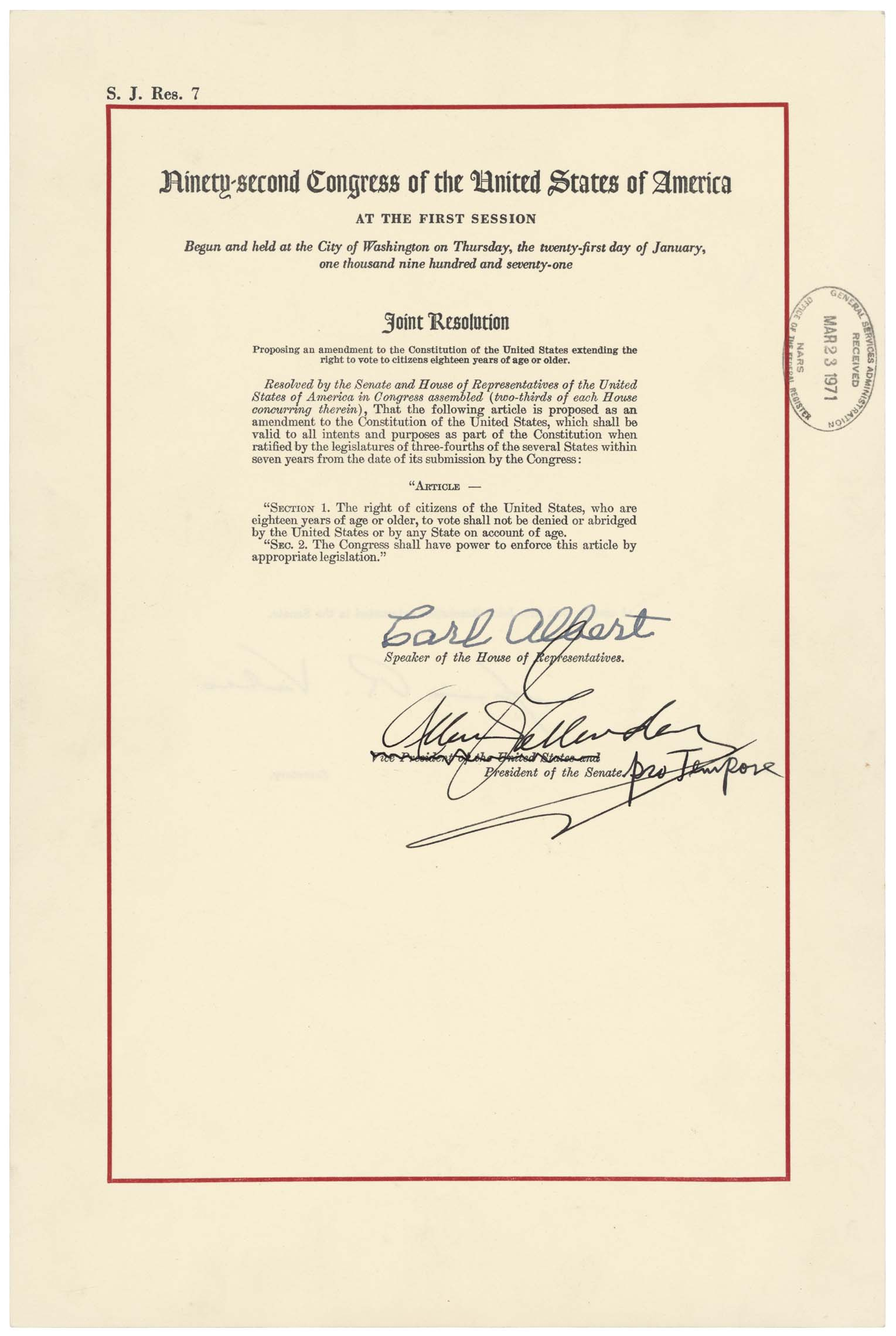
اصل اصلاحیه بیست و ششم قانون اساسی ایالات متحده آمریکا، برگرفته از آرشیو ملی.

اصلاحیه بیست و ششم قانون اساسی ایالات متحده آمریکا (به انگلیسی: Twenty-sixth Amendment to the United States Constitution)، قانونی است که سن قانونی لازم برای حق رأی دادن در آمریکا را ۱۸ سالگی می‌داند.

## متن
بند اول:
حق رای شهروندان ایالات متحده که ۱۸ سال به بالا سن دارند، توسط دولت فدرال و ایالات غیرقابل تغییر است.
بند دوم:
کنگره اختیار اعمال نمودن این قانون را با قانونگذاری بجا محفوظ می‌دارد.

## پیشینه
تا ابتدای دهه ۱۹۷۰ در ایالات متحده آمریکا سن رأی دهندگان یکسان نبود. هر ایالت متناسب با شرایط خود و برداشت از قانون یک حداقل سن لازم برای شرکت درانتخابات ریاست جمهوری ایالات متحده آمریکا یا انتخابات کنگره ایالات متحده آمریکا را تعیین کرده بود. به عنوان مثال دردهه ۱۹۶۰، در جورجیا و کنتاکی، جوانان با حداقل ۱۸ سال می‌توانستند در انتخابات شرکت کنند در حالی که درآلاسکا، این سن ۱۹ سال و در هاوایی ۲۰ سال بود و بقیه ایالت‌ها نیز به جوانان با حداقل ۲۱ سال اجازه شرکت در انتخابات را می‌دادند.
ظهور جنبش ضد جنگ در دهه ۱۹۶۰ برسن رأی دهندگان تأثیر گذاشت. گروهی از جوانان در تظاهرات خیابانی علیه جنگ ویتنام فریاد می‌زدند که چرا در ۱۸ سالگی مجبور هستند برای وطن بجنگند و در این راه کشته شوند اما برای تعیین سرنوشت کشور باید تا سن ۲۱ سالگی صبر کنند. این اعتراضات آنچنان شدید بود که سرانجام در سال ۱۹۷۱ کنگره ایالات متحده آمریکا پیشنهاد الحاق یک اصلاحیه به قانون اساسی ایالات متحده آمریکا را به تصویب رساند. دراین اصلاحیه، حداقل سن رأی دهندگان درسراسر ایالات متحده آمریکا ۱۸ سال تعیین گشت. اصلاحیه بیست و ششم قانون اساسی در۳۰ ژوئن ۱۹۷۱ به تصویب مجالس قانونگذاری دوسوم ایالت‌ها رسید و جنبه قانونی به خود گرفت. این درحالی بود که تنها ۵ هفته قبل ازآن در ۲۳ مارس این پیشنهاد از تصویب کنگره گذشته بود. بدین ترتیب، سریع‌ترین مصوبه اصلاحیه قانون اساسی تاریخ ایالات متحده آمریکا سن رأی دهندگان را حداقل ۱۸ سال تعیین کرد.